# Dipartimento di La Paz (Bolivia)
La Paz è un dipartimento della Bolivia di 2.812.000 abitanti, che ha come capoluogo La Paz.
Ha una superficie di 133.985 km² e, secondo una stima del 2005 delľInstituto Nacional de Estadística , conta 2.630.381 abitanti (contro i 2.350.466 del censimento 2001). Sempre secondo l'ultimo censimento effettuato, risulta che circa il 60% degli abitanti sia di origine indigena, mentre il 40% di origine europea.
Il dipartimento fu creato a partire dalla Intendencia de La Paz de la Real Audiencia de Charcas, mediante Decreto Supremo del 23 gennaio 1826. Dopo aver subito molte modifiche a causa di modifiche nella divisione amministrativa della Bolivia, ha ora un'estensione attuale di 133.985 km².
I suoi confini sono:
- nord: Dipartimento di Pando
- sud: Dipartimento di Oruro
- est: dipartimenti di Beni e Cochabamba
- ovest: Perù e Cile

## Geografia fisica
Le montagne della Bolivia sono caratterizzate da una divisione della cordigliera delle Ande in due rami, tra i quali si estende l'altopiano andino. Il dipartimento comprende una parte dell'altopiano, una parte della Cordigliera (la Cordillera Real) e anche una parte amazzonica.
La parte altipianica del dipartimento, caratterizzato da un clima freddo, è formato dalla regione del Lago Titicaca, Isla del Sol, Isla de la Luna e Isla del Suriki. È la zona più umida e piovosa del altopiano andino (650 mm di precipitazioni pluviali medie annuali). Questa è la zona più popolosa del dipartimento e, nella Provincia di Pedro Domingo Murillo, sono incluse La Paz (capitale amministrativa della Bolivia e capoluogo del dipartimento) e El Alto (città satellite di La Paz, quasi altrettanto popolosa). Le due città contano insieme circa 1.500.000 di abitanti.
La parte appartenente alla Cordigliera Real è caratterizzata da un clima più rigido e freddo di quello dell'altopiano ed è, ad eccetto di piccoli villaggi, quasi inabitata.
La zona subandina, il settore nord-est della Cordillera Real fino alle pianure tropicali del nord, si caratterizza da un clima caldo umido con frequenti nebbie nella parte più alte. Questa zona è comunemente conosciuta come Los Yungas. Le valli, dal clima meno umido, confinano con il settore sud-est della Cordigliera Real. Ambo i settori si caratterizzano per la scarpata e le grotte prodotte dai fiumi di origine glaciale.
La zona amazzonica ha un clima tropicale caldo umido. È sita nella zona nord del dipartimento e forma parte dell'ecosistema amazzonica assieme ai fiumi Madidi e Manuripi.

## Geografia antropica

### Suddivisioni amministrative

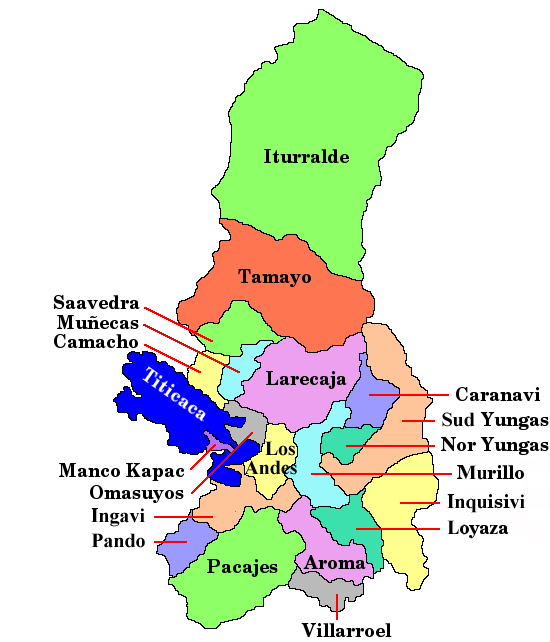
province del dipartimento

Il dipartimento è diviso in venti province, le quali si suddividono, a loro volta in sezioni di provincia e cantoni.
| Nome                  | Popolazione | Capoluogo              |
| --------------------- | ----------- | ---------------------- |
| Abel Iturralde        | 11.828      | Ixiamas                |
| Aroma                 | 86.480      | Sica Sica              |
| Bautista Saavedra     | 11.475      | Charazani              |
| Caranavi              | 51.153      | Caranavi               |
| Eliodoro Camacho      | 57.745      | Puerto Acosta          |
| Franz Tamayo          | 18.386      | Apolo                  |
| Gualberto Villaroel   | 15.975      | San Pedro de Curahuara |
| Ingavi                | 95.906      | Viacha                 |
| Inquisivi             | 59.495      | Inquisivi              |
| José Manuel Pando     | 6.137       | Santiago de Machaca    |
| Larecaja              | 68.026      | Sorata                 |
| Loayza                | 43.731      | Luribay                |
| Los Andes             | 69.636      | Pucarani               |
| Manco Kapac           | 22.892      | Copacabana             |
| Muñecas               | 25.163      | Chuma                  |
| Nor Yungas            | 23.681      | Coroico                |
| Omasuyos              | 85.702      | Achacachi              |
| Pacajes               | 49.183      | Coro Coro              |
| Pedro Domingo Murillo | 1.484.328   | Palca                  |
| Sud Yungas            | 63.544      | Chulumani              |